# اسخلده
'اسخلده (هلندی: Schelde)، فرانسوی l'Escaut لسکو) یک رود به طول ۳۵۰ کیلومتر است که در شمال فرانسه، غرب بلژیک و جنوب غربی هلند جریان دارد.
این رود از شهرستان‌های فرانسه، استان‌های بلژیک، استان‌های هلند که در زیر ذکر شده‌اند می‌گذرد:
- انه (ف): Gouy
- نور (ف): کمبره، دونن، والنسین
- استان انو (ب): تورنه
- فلاندر غربی (ب): اولژم
- فلاندر شرقی (ب): اودنرد، گنت، داندرموند، تامس
- استان آنتورپ (ب): آنتورپ
- زیلاند (ه): ترنوزن، Flushing